# Госсон
Госсо́н (фр. Gausson, брет. Gwalc'hion, галло Gauczon) — коммуна во Франции, находится в регионе Бретань. Департамент — Кот-д’Армор. Входит в состав кантона Мюр-де-Бретань. Округ коммуны — Сен-Бриё.
Код INSEE коммуны — 22060.

## География
Коммуна расположена приблизительно в 380 км к западу от Парижа, в 85 км западнее Ренна, в 24 км к югу от Сен-Бриё.

## Население
Население коммуны на 2016 год составляло 620 человек.
| 1962 | 1968 | 1975 | 1982 | 1990 | 1999 | 2008 | 2016 |
| ---- | ---- | ---- | ---- | ---- | ---- | ---- | ---- |
| 705  | 806  | 691  | 662  | 603  | 580  | 593  | 620  |

## Экономика
В 2007 году среди 329 человек в трудоспособном возрасте (15—64 лет) 251 были экономически активными, 78 — неактивными (показатель активности — 76,3 %, в 1999 году было 73,3 %). Из 251 активных работали 235 человек (140 мужчин и 95 женщин), безработных было 16 (7 мужчин и 9 женщин). Среди 78 неактивных 19 человек были учениками или студентами, 25 — пенсионерами, 34 были неактивными по другим причинам.

## Достопримечательности
- Часовня Св. Николая (XVI век). Исторический памятник с 1926 года[3]
  - Статуя Св. Бланш (XVII век). Высота — 160 см. Исторический памятник с 1974 года[4]
  - Витражи (XVI век). Размеры — 120×40 см. Исторический памятник с 1974 года[5]
- Церковь Св. Стефана (XIX век)
  - Статуя Св. Людовика (XVIII век). Высота — 140 см. Исторический памятник с 1974 года[6]
  - Дароносица (XVII век). Исторический памятник с 1974 года[7]

## Города-побратимы
- Метуия[англ.] (Тунис, с 1996)

## Фотогалерея

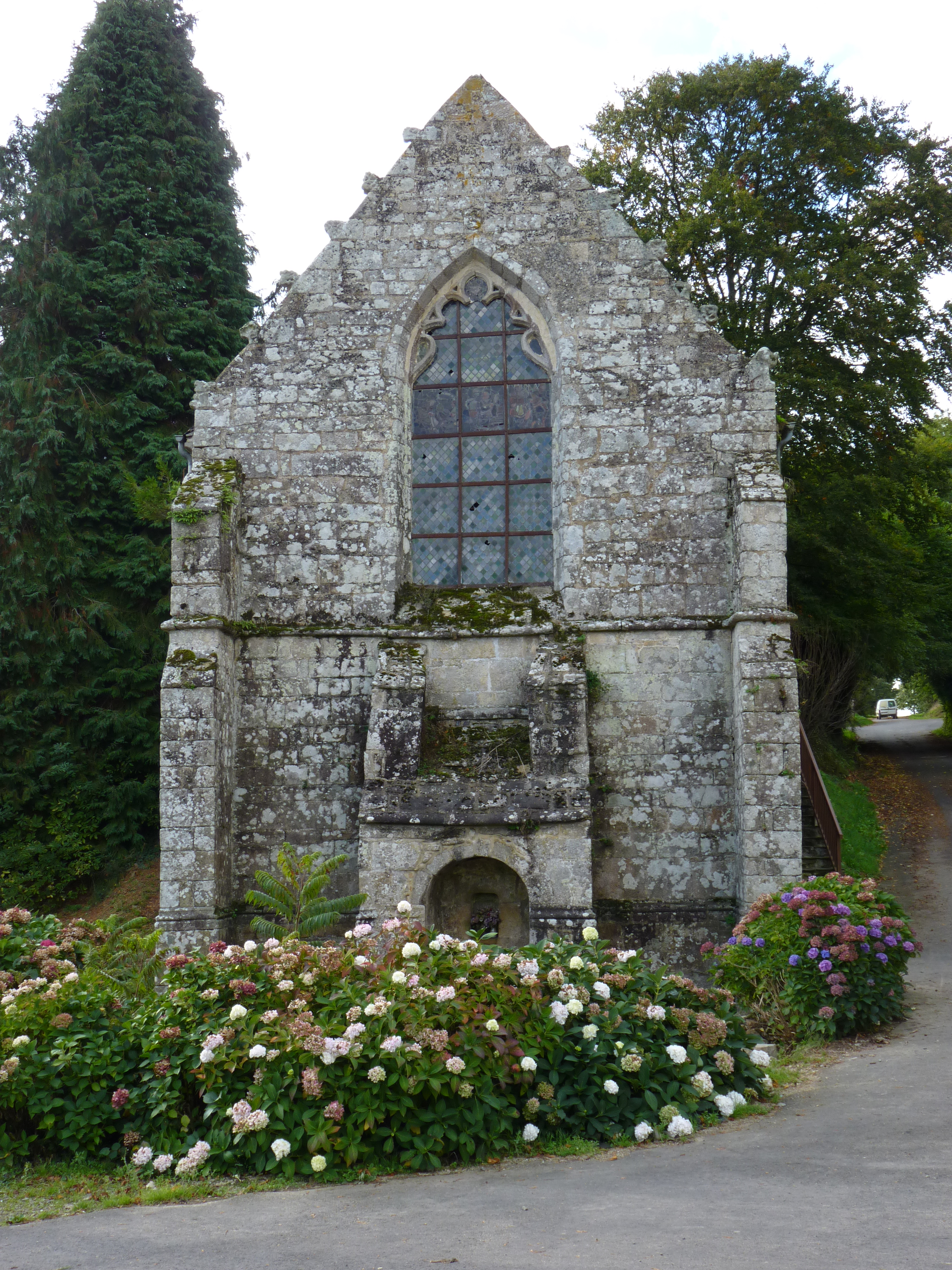
Часовня Св. Николая
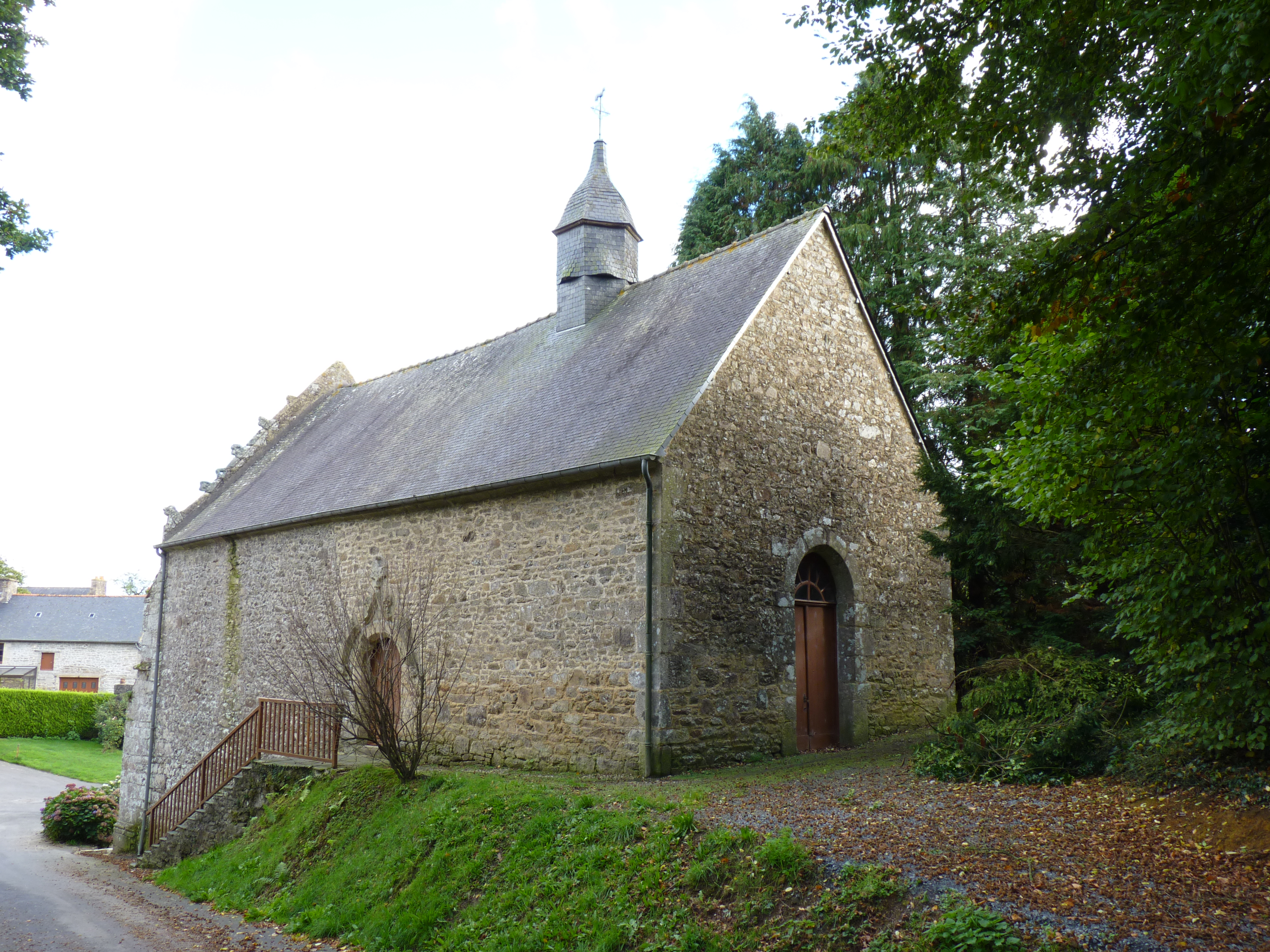
Часовня Св. Николая
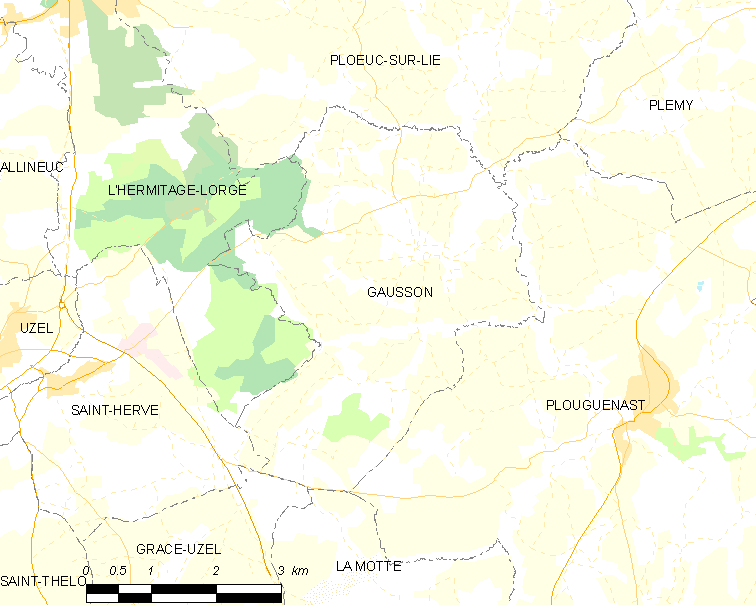
Карта коммуны